# Jodowodór
Jodowodór, HI – nieorganiczny związek chemiczny, połączenie jodu i wodoru. Jest to bezbarwny, nietrwały gaz, silnie dymiący w wilgotnym powietrzu. Jego roztwór wodny to kwas jodowodorowy o silnych właściwościach kwasowych.

## Właściwości chemiczne
W stanie gazowym ma silne właściwości korodujące. M.in. bezpośrednio reaguje z wieloma metalami z utworzeniem odpowiednich jodków. Ma właściwości redukujące, w kontakcie z powietrzem utlenia się do wolnego jodu, w wodzie pod wpływem światła również ulega dość szybkiej przemianie w wolny jod. Z kolei z większością rozpuszczalników organicznych reaguje zrywając wiązania C-H z utworzeniem odpowiedniego jodku. Już w temperaturze 180 °C rozkłada się na pierwiastki.

## Kwas jodowodorowy
Jodowodór dobrze rozpuszcza się w wodzie (>2,3 kg/dm³ w 10 °C) tworząc kwas jodowodorowy. Jest on jednym z najmocniejszych „kwasów mineralnych” (pKa ∼ −10), silniejszym od kwasu solnego (pKa ∼ −7) i bromowodorowego (pKa ∼ −9). Nie dorównuje jednak mocą superkwasom i jest nietrwały, w związku z czym należy przechowywać go w ciemności i stopniowo utlenia się na powietrzu. Czysty kwas jest bezbarwny, jednak w praktyce ma on zwykle zabarwienie brązowe od jodu powstającego pod wpływem światła lub tlenu. Jest dostępny handlowo, np. jako roztwór 10% lub 57% (azeotrop); można go też otrzymywać w laboratorium, np. przez rozpuszczenie gazowego HI w wodzie lub redukcję wodnego roztworu jodu siarkowodorem lub elektrochemicznie. Jest kwasem beztlenowym.
Jest stosowany w medycynie, analizie chemicznej i do odkażania.
Kwas jodowodorowy może służyć do otrzymania związków kompleksowych, np.:
Etap pierwszy:
2 HI + Cd → CdI2 + H2
Etap drugi:
2 KI + CdI2 → K2[CdI4]

## Otrzymywanie
Przemysłowa produkcja jodowodoru polega na reakcji jodu z hydrazyną:
2 I2  +  N2H4  →  4 HI  +  N2
Jodowodór o wysokiej czystości otrzymuje się przez bezpośrednią syntezę z pierwiastków:
H2 + I2 → 2 HI
Jodowodór można też uzyskać poprzez hydrolizę trijodku fosforu, który zazwyczaj otrzymuje się in situ wobec katalizatora platynowego:
3 I2 + 2 P → 2 PI3
PI3 + 3 H2O → 3 HI + H3PO3
Inna metoda to działanie siarkowodorem na zawiesinę jodu w wodzie:
H2S + I2 → 2 HI + S↓
lub w reakcji jodku potasu ze stężonym kwasem fosforowym.
Jodowodór otrzymany w postaci kwasu jodowodorowego można wyizolować przez ogrzanie roztworu.